# Красочко, Пётр Альбинович
Петр Альбинович Красочко (род. 26 января 1958, Калинковичи, Гомельская область) — белорусский учёный в области ветеринарии и животноводства, специалист в области ветеринарной вирусологии, микробиологии, иммунологии, апитерапии.
Доктор ветеринарных наук (1997), доктор биологических наук (2009), профессор (1999).
В 2014—2017 годах директор Института экспериментальной ветеринарии им. С. Н. Вышелесского НАН РБ. Ныне (с 2017) профессор Витебской государственной академии ветеринарной медицины.

## Биография
Окончил факультет ветеринарной медицины Витебского ветеринарного института (1979).
В 1979—1980 гг. главный ветеринарный врач колхоза.
В 1980 г. поступил в аспирантуру альма-матер и окончил её в 1985 г.
В 1980—1982 гг. служил в рядах Советской Армии.
В 1985—1990 гг. в лаборатории вирусных заболеваний Молдавского научно-исследовательского института животноводства и ветеринарии — старший, ведущий научный сотрудник.
С 1991 г. в Институте экспериментальной ветеринарии им. С. Н. Вышелесского НАН РБ: до 1999 г. старший научный сотрудник, ведущий научный сотрудник, главный научный сотрудник лаборатории острых вирусных инфекций; с 2000 г. заведующий отделом вирусологии, в 2002—2003 гг. заведующий отделом вирусных и прионных инфекций; в 2004—2007 гг. заведующий отделом болезней крупного рогатого скота и особо опасных инфекций; в 2007—2011 гг. заведующий отделом вирусных инфекций; в 2011—2014 гг. заместитель директора по научной работе, координации и внедрению НИР; в 2014—2017 гг. директор Института, одновременно заведовал отделом вирусных инфекций.
С 2017 года профессор кафедры эпизоотологии и инфекционных болезней Витебской государственной академии ветеринарной медицины.
Избран председателем Международного общества по пчеловодству и апитерапии — на Первой Международной научно-практической конференции по пчеловодству и апитерапии «Белорусский мёд — 2002», проведенной Министерством сельского хозяйства и продовольствия Республики Беларусь и Белорусским обществом пропагандистов продуктов пчеловодства.
Академик РАЕН и РАЕ.
Область научных интересов — ветеринария, животноводство, биотехнология производства вакцин.
Разработал к применению 25 противовирусных и антибактериальных вакцин для сельскохозяйственных животных.
Разработал и внедрил в производство более 60 ветеринарно-санитарных правил, инструкций, рекомендаций.
В 1988 г. защитил диссертацию на соискание ученой степени кандидата ветеринарных наук «Методы иммунодиагностики и пути повышения резистентности телят к вирусным респираторным заболеваниям», в 1997 г. — докторскую диссертацию «Моно- и ассоциативные вирусные респираторные инфекции крупного рогатого скота (иммунологическая диагностика, профилактика и терапия)».
В 2009 г. защитил диссертацию на соискание ученой степени доктора биологических наук «Биотехнологические основы конструирования и использования иммунобиологических препаратов для молодняка крупного рогатого скота».
Награжден медалями РАСХН «За достижения в области ветеринарной науки» и «За развитие биологической науки и промышленности», премией комсомола Молдавии им. Б. Главана в области науки и техники, Почетной медалью им. И. И. Мечникова Российской академии естественных наук «За вклад в укрепление здоровья нации», серебряной медалью им. П. Л. Капицы Российской академии естественных наук «Автору научного открытия», серебряной медалью Международной академии авторов научных открытий и изобретений «За успехи в деле изобретательства», золотой медалью им. А. Нобеля Российской академии естествознания «За развитие изобретательства».
Автор более 850 научных работ, в том числе 25 монографий и учебных пособий, получил более 50 патентов и заявок на изобретения Республики Беларусь, 4 патента на полезные модели Украины, 1 патент на изобретение Российской Федерации, 3 патента на изобретения Республики Молдова.